# Ornithopteris wrightii
Ornithopteris wrightii là một loài thực vật có mạch trong họ Dennstaedtiaceae. Loài này được (Baker) Millsp. miêu tả khoa học đầu tiên năm 1903.